# Liste der Grade-II*-Bauwerke in Cornwall
Die Liste der Grade-II*-Bauwerke in Cornwall nennt diejenigen der rund 20.000 als Grade II* eingestuften Bauwerke in England, die in der Grafschaft Cornwall liegen. In Cornwall befinden sich über 585 als Grade II* eingestufte Bauwerke.

Cornwall innerhalb Englands

| Nr.  | Gebäude | Ort                              |
| ---- | --- | -------------------------------- |
| 001. | 1, 2 and 3, Bank Place | Falmouth                         |
| 002. | 11, 13 AND 13A, HIGH STREET | Launceston                       |
| 003. | 2 Statues on Terraces 100 Metres to South of Newton Ferrers House                                                                    | St. Mellion                      |
| 004. | 26, Church Street | Launceston                       |
| 005. | 27 and 29, Fore Street | Fowey                            |
| 006. | 27, Polkirt Hill | Mevagissey                       |
| 007. | 48, Arwenack Street | Falmouth                         |
| 008. | 5 and 7, Southgate Street | Launceston                       |
| 009. | 5, Castle Street | Launceston                       |
| 010. | 51, High Street | Falmouth                         |
| 011. | 53, Chapel Street | Penzance                         |
| 012. | 54 and 55, Church Street | Falmouth                         |
| 013. | 8 and 9, Quay Street | Lostwithiel                      |
| 014. | Abbey House | Padstow                          |
| 015. | Acton Castle | Perranuthnoe                     |
| 016. | Aldercombe Barton | Kilkhampton                      |
| 017. | All Hallows Church of Saint Kea | Kea                              |
| 018. | Almshouses | Tregoney                         |
| 019. | Alverton Manor Hotel | Truro                            |
| 020. | Anchor Studio | Penzance                         |
| 021. | Anderton and Barn Adjoining at West                                                                                                  | Launcells                        |
| 022. | Antenna No. 1 at Goonhilly Satellite Earth Station                                                                                   | St. Martin-in-Meneage            |
| 023. | Arwenack House Arwenack Manor | Falmouth                         |
| 024. | Assay Office APPROX.20 Metres South West of Count House at King Edward Mine                                                          | Camborne                         |
| 025. | Bank House | St. Columb Major                 |
| 026. | Baptist Church and Attached Schoolroom at Rear                                                                                       | Penzance                         |
| 027. | Bareppa House | Mawnan                           |
| 028. | Barn 30 Metres to North of Bokelly                                                                                                   | St. Kew                          |
| 029. | Barn About 25 Metres South West of Tredown Farmhouse                                                                                 | South Petherwin                  |
| 030. | Barn About 40 Metres South East of Tremaer                                                                                           | Bude-Stratton                    |
| 031. | Barn and Adjoining Buildings | Carclew                          |
| 032. | Barn and Two Adjoining Engine Houses Approximately 10 Metres North of Trewithen Farmhouse                                            | Trewithen                        |
| 033. | Barn at Approx 20M South of Kestle Barton Farmhouse and Kestle Cottage                                                               | Manaccan                         |
| 034. | Barn with Gate Piers and Adjoining Building Approx 50 M East of Golden Manor House                                                   | Probus                           |
| 035. | Barrack Block, Maker Heights Barracks                                                                                                | Maker-with-Rame                  |
| 036. | Basil Manor | St. Clether                      |
| 037. | Battens Mill | North Hill                       |
| 038. | Beehive Cottage | Veryan                           |
| 039. | Berriowbridge Bridge | North Hill                       |
| 040. | Bible Christian Chapel | St. Cleer                        |
| 041. | Bochym Manor House | Cury                             |
| 042. | Boconnoc House | Boconnoc                         |
| 043. | Bodriggy House (NO.21) Sea Lane and NO.42 Bodriggy Street, Including Front Garden Walls                                              | Hayle                            |
| 044. | Boiler House Immediately to North East of Pump Engine House to Robinsons Shaft at South Crofty Mine                                  | Carn Brea                        |
| 045. | Bonallack Barton Cottages | Constantine                      |
| 046. | Bonython Manor House | Cury                             |
| 047. | Boskenna | St. Buryan                       |
| 048. | Botallack Manor House | St. Just                         |
| 049. | Boundary Wall to Lanherne Carmelite Convent                                                                                          | Mawgan-in-Pydar                  |
| 050. | Braganza House | St. Just-in-Roseland             |
| 051. | Bridge at Approximately 150 Metres East of Chyverton House                                                                           | Chyverton Park                   |
| 052. | Buildings at Wheal St Vincent | Callington                       |
| 053. | Burdenwell Manor and Cottage Adjoining North-East                                                                                    | Week St. Mary                    |
| 054. | Burrell House | Saltash                          |
| 055. | Calciner with Attached Chimney to South of Dressing Plant at King Edward Mine                                                        | Camborne                         |
| 056. | Calenick House and Garden Walls to South and North                                                                                   | Kea                              |
| 057. | Calf House at Lithiack and Stable Adjacent to North                                                                                  | Port Eliot                       |
| 058. | Calstock Viaduct | Calstock                         |
| 059. | Camelot Restaurant | Penzance                         |
| 060. | Cannon in Undergrowth Beside the Green Walk of Prideaux Place                                                                        | Prideaux Place                   |
| 061. | Carharrack Methodist Church | Carharrack                       |
| 062. | Carines Farmhouse with Attached Garden Wall                                                                                          | Cubert                           |
| 063. | Carnanton House | Mawgan-in-Pydar                  |
| 064. | Carpenters Shop, Workshops and Forge at Robinsons Shaft, South Crofty Mine                                                           | Carn Brea                        |
| 065. | Cartuther Barton and Courtyard Buildings to North East                                                                               | Menheniot                        |
| 066. | Castle Hill House | Launceston                       |
| 067. | Castle Horneck | Penzance                         |
| 068. | Castle Remains at Harbour Mouth | Fowey                            |
| 069. | Celtic Cross Adjacent to the Town Hall                                                                                               | Penryn                           |
| 070. | Chantry | St. Ive                          |
| 071. | Chapel Immediately to East of Shillingham Farmhouse                                                                                  | Saltash                          |
| 072. | Chapel Mill | St. Stephen-in-Brannel           |
| 073. | Chapel of St Clether | St. Clether                      |
| 074. | Chapel of St George and St Thomas a Becket                                                                                           | Cotehele                         |
| 075. | Chapel of St Michael | Maker-with-Rame                  |
| 076. | Chapel of St Nectans | St. Winnow                       |
| 077. | Chapel St SX 426527 | Millbrook                        |
| 078. | Charlestown Harbour, comprising the inner dock and quays; outer basin and piers; eastern breakwater; and the eastern wall            | St Austell                       |
| 079. | Chimney Stack Approx. 30 Metres East of Pump Engine House at Taylor’s Shaft of New East Pool Mine                                    | Carn Brea                        |
| 080. | Church House | Bude-Stratton                    |
| 081. | Church of All Saints | Falmouth                         |
| 082. | Church of King Charles the Martyr the Church Institute                                                                               | Falmouth                         |
| 083. | Church of Saint Anthony | Gerrans                          |
| 084. | Church of Saint Budock | Budock                           |
| 085. | Church of Saint Credan | Sancreed                         |
| 086. | Church of Saint Crewen | Crowan                           |
| 087. | Church of Saint Feock | Feock                            |
| 088. | Church of Saint Gothian | Gwinear-Gwithian                 |
| 089. | Church of Saint Laud | Mabe                             |
| 090. | Church of Saint Mawnan | Mawnan                           |
| 091. | Church of Saint Paul | Ludgvan                          |
| 092. | Church of Saint Piran | Perranarworthal                  |
| 093. | Church of Saint Piran | Perranzabuloe                    |
| 094. | Church of Saint Sennen | Sennen                           |
| 095. | Church of Saint Towennac | Towednack                        |
| 096. | Church of St Agnes | St. Agnes                        |
| 097. | Church of St Allen (Alleyne) | St. Allen                        |
| 098. | Church of St Andrew | Tywardreath and Par              |
| 099. | Church of St Bartholomew | Warleggan                        |
| 100. | Church of St Blaize | St. Blaise                       |
| 101. | Church of St Briocus | Lezant                           |
| 102. | Church of St Catherine | Blisland                         |
| 103. | Church of St Clement (Methodist) | Penzance                         |
| 104. | Church of St Clether | St. Clether                      |
| 105. | Church of St David | Davidstow                        |
| 106. | Church of St Denis | Otterham                         |
| 107. | Church of St Dennis | St. Dennis                       |
| 108. | Church of St Elwyn | Hayle                            |
| 109. | Church of St Euny | Redruth                          |
| 110. | Church of St Gluvias | Penryn                           |
| 111. | Church of St Gomonda | Roche                            |
| 112. | Church of St Goran | St. Goran                        |
| 113. | Church of St Gregory | Treneglos                        |
| 114. | Church of St Gulval | Penzance                         |
| 115. | Church of St Helena | Helland                          |
| 116. | Church of St Hermes | St. Erme                         |
| 117. | Church of St Hermes | St. Ervan                        |
| 118. | Church of St John (Methodist) | St. Austell                      |
| 119. | Church of St Julitta | St. Juliot                       |
| 120. | Church of St Just | St. Goran                        |
| 121. | Church of St Keyne | St. Keyne                        |
| 122. | Church of St Keyne | Truro                            |
| 123. | Church of St Martin | Lewannick                        |
| 124. | Church of St Martin | St. Martin-in-Meneage            |
| 125. | Church of St Mary | Botusfleming                     |
| 126. | Church of St Mary | St. Blaise                       |
| 127. | Church of St Merryn | St. Merryn                       |
| 128. | Church of St Mewan | St. Mewan                        |
| 129. | Church of St Michael | Helston                          |
| 130. | Church of St Michael | Lawhitton Rural                  |
| 131. | Church of St Michael | Lesnewth                         |
| 132. | Church of St Michael | Newquay                          |
| 133. | Church of St Michael | St. Minver Lowlands              |
| 134. | Church of St Michael | Trewen                           |
| 135. | Church of St Moren | St. Michael Penkevil             |
| 136. | Church of St Moren Belfrey | St. Michael Penkevil             |
| 137. | Church of St Newlyna | St. Newlyn                       |
| 138. | Church of St Nicholas | Looe                             |
| 139. | Church of St Nicholas | Tresmeer                         |
| 140. | Church of St Peter | Mevagissey                       |
| 141. | Church of St Petroc | Trevalga                         |
| 142. | Church of St Philip and St James | Antony                           |
| 143. | Church of St Phillack (St Felicitas)                                                                                                 | Hayle                            |
| 144. | Church of St Rumon | Grade-Ruan                       |
| 145. | Church of St Stythian | Stithians                        |
| 146. | Church of St Symphorian | Forrabury and Minster            |
| 147. | Church of St Terminus | Landrake with St. Erney          |
| 148. | Church of St Thomas by Launceston | Launceston                       |
| 149. | Church of St Werburgha | Warbstow                         |
| 150. | Church of the Holy Name | Boyton                           |
| 151. | Churchtown | Botusfleming                     |
| 152. | Churchyard Cross Immediately South East of Church                                                                                    | Saltash                          |
| 153. | Chyrond | Veryan                           |
| 154. | Chyverton House | Chyverton Park                   |
| 155. | Cliff Cottage Step Cottage | St. Goran                        |
| 156. | Clock Tower and Adjoining Building at Approximately 15 Metres South West of Calenick House                                           | Kea                              |
| 157. | Clock Tower and Attached Steps | Liskeard                         |
| 158. | Clocktower with Stable Yard and Office Yard Adjoining Tregothnan to the North East                                                   | Tregothnan                       |
| 159. | Coach House and Stabling at Approx 20M North of the Home Farmhouse and Including Courtyard Wall and Gate-Piers to Front (South East) | Kea                              |
| 160. | Coach House with Attached Screen Walls, Gateway and Retaining Walls Attached to South East of Lanhydrock House                       | Lanhydrock                       |
| 161. | Codda Farmhouse and Attached Shippon, Wall and Pigsty                                                                                | Altarnun                         |
| 162. | Community Centre to North West of Church of St Tetha                                                                                 | St. Teath                        |
| 163. | Compressor House, Chimney, Whim Engine House and Electricity Substation at Robinsons Shaft, South Crofty Mine                        | Carn Brea                        |
| 164. | Coombe Mill | Morwenstow                       |
| 165. | Cordys Close | Carclew                          |
| 166. | Count House and Attached Smith’s Shop at King Edward Mine                                                                            | Camborne                         |
| 167. | Court Barton Farmhouse | Lanreath                         |
| 168. | Courtyard Walls and Gateway Attached to Front of Rialton Manor                                                                       | Colan                            |
| 169. | Courtyard Walls Attached to South and East of Medros Farmhouse and Methrose Farmhouse, and Font in Courtyard                         | Luxulyan                         |
| 170. | Creekvean and Attached Entrance Bridge and Walls to Road                                                                             | Feock                            |
| 171. | Croan | Eglossayle                       |
| 172. | Cross 1 Metre North of Church of Saint Wenappa                                                                                       | Gwennap                          |
| 173. | Cross 2.3 Metres to South of South Porch of Church of Lanteglos by Fowey                                                             | Lanteglos                        |
| 174. | Cross Adjacent to South East Corner of Church of St Martin                                                                           | Liskeard                         |
| 175. | Cross at Approx 12M South of South South Transept of Church of Saint Corentin                                                        | Cury                             |
| 176. | Cross at Approximately 1 Metres South of Church of St Credan                                                                         | Sancreed                         |
| 177. | Cross at Approximately 2 Metres South of Sacristy of Church of Saint Mylor                                                           | Mylor                            |
| 178. | Cross at Approximately 10 Metres South of Church of St Credan                                                                        | Sancreed                         |
| 179. | Cross in the Churchyard About 2 Metres East of Chancel of Church of St Mawgan                                                        | Mawgan-in-Pydar                  |
| 180. | Cross in the Churchyard About 3 Metres South of South Porch of Church of St Sidwell and St Gulval                                    | Laneast                          |
| 181. | Cross in the Churchyard About 4 Metres South of South Porch of Church of St Meubred                                                  | Cardinham                        |
| 182. | Cross in the Churchyard About 5 Metres West of Tower of Church of St Nivet                                                           | Lanivet                          |
| 183. | Cross Near South East Corner of St Michael’s Mount                                                                                   | St Michael’s Mount               |
| 184. | Cross to South of Church of St Hugo                                                                                                  | Quethiock                        |
| 185. | Crugsillick | Veryan                           |
| 186. | Cusgarne House | Gwennap                          |
| 187. | Cusgarne Manor Farmhouse and Mounting Block to Rear                                                                                  | Gwennap                          |
| 188. | Custom House and Rear Courtyard Walls                                                                                                | Falmouth                         |
| 189. | Custom House Quay King Charles Quay North Quay Quay Walls and Steps                                                                  | Falmouth                         |
| 190. | Cutcrew Sawmills | St. Germans                      |
| 191. | Dairy and Grotto | Prideaux Place                   |
| 192. | Dockacre House and Attached Road Frontage Walls                                                                                      | Launceston                       |
| 193. | Dovecot About 60 Metres North of Antony House                                                                                        | Antony                           |
| 194. | Dovecote About 80 Metres East of Cotehele House                                                                                      | Cotehele                         |
| 195. | Dovecote Immediately to North West of Harlyn House                                                                                   | St. Merryn                       |
| 196. | Dovecote, Tintagel Vicarage | Tintagel                         |
| 197. | Downs (Roman Catholic Convent, Part of St Michaels Hospital)                                                                         | The Downes                       |
| 198. | Dressing Plant Attached to South Side of Stamps at King Edward Mine                                                                  | Camborne                         |
| 199. | Dry House and Attached Carpenter’s Shop Immediately to East of Count House (Etc) at King Edward Mine                                 | Camborne                         |
| 200. | Dry Sand shop and Green Sand shop | Mylor                            |
| 201. | Duke of Cornwall’s Light Infantry War Memorial                                                                                       | Bodmin                           |
| 202. | East Berriow | North Hill                       |
| 203. | Ebbingford Manor | Bude-Stratton                    |
| 204. | Edgcumbe House | Lostwithiel                      |
| 205. | Eliot Terrace | St. Germans                      |
| 206. | Engine Sheds, Stack and Turntable | St. Blaise                       |
| 207. | Engineers Shop | Mylor                            |
| 208. | Ennys Farmhouse | St. Hilary                       |
| 209. | Entrance Gate Piers and Gates at Approx 150 Metres West of Trelowarren House                                                         | Trelowarren                      |
| 210. | Entrance to Courtyard and Flanking Walls to North of Radford Farmhouse                                                               | Werrington                       |
| 211. | Erth Barton | Saltash                          |
| 212. | Ethy House, Including Garden Walls to North and East                                                                                 | St. Winnow                       |
| 213. | Flanking Walls and Gateway to the Bridge over the Moat About 8 Metres East of the Old Rectory                                        | St. Columb Major                 |
| 214. | Footbridge | Perranarworthal                  |
| 215. | Footbridge over Lane to Estate Yard and Flanking Walls Forming North End of Mock Fortifications to North East of Prideaux Place      | Prideaux Place                   |
| 216. | Former Offices and Remains of Foundry of Harvey and Company                                                                          | Hayle                            |
| 217. | Former St Lawrence’s Hospital | Bodmin                           |
| 218. | Fowey Museum | Fowey                            |
| 219. | Frenchman’s Creek | Fowey                            |
| 220. | Friends Meeting House | Marazion                         |
| 221. | Froxton Farmhouse and Froxton | Whitstone                        |
| 222. | Garden Feature at South End of South Terrace of Prideaux Place                                                                       | Prideaux Place                   |
| 223. | Garden Railings and Gate Piers to Eagle House Hotel                                                                                  | Launceston                       |
| 224. | Garden Temple to South West of Prideaux Place                                                                                        | Prideaux Place                   |
| 225. | Garden Walls and Gate Piers Attached to Right and Rear Left of Bank House                                                            | St. Columb Major                 |
| 226. | Garden Walls and Ramp to North East of Keveral Barton                                                                                | St. Martin-by-Looe               |
| 227. | Garlenick | Grampound with Creed             |
| 228. | Gate Piers and Courtyard Wall Adjoining Truthall and Truthall House                                                                  | Sithney                          |
| 229. | Gate Piers and Flanking Walls at Approximately 200 Metres North of Bochym Manor House                                                | Cury                             |
| 230. | Gate Piers and Flanking Walls at Road Entrance at Approximately 200 Metres West North West of Trewoon                                | Budock                           |
| 231. | Gate Piers and Gates West of Roskruge Barton Farmhouse and Adjoining Garden Walls                                                    | St. Anthony-in-Meneage           |
| 232. | Gate Piers at Approximately 10 Metres South East of Trewoon Manor House                                                              | Budock                           |
| 233. | Gate Piers at the South West Entrance to Penmellyn                                                                                   | St. Columb Major                 |
| 234. | Gate Piers, Gates, Flanking Walls and Railings                                                                                       | Budock                           |
| 235. | Gate-Piers and Walls to NW of Penhelae Manor                                                                                         | Penheale Manor                   |
| 236. | Gatehouse and Barn About 3 Metres East of Marsland Manor and Walls Between Gatehouse and East Front                                  | Morwenstow                       |
| 237. | Gates, Gate-Piers, Walls and Railings to Front (East) of Treludick                                                                   | Egloskerry                       |
| 238. | Gates, Railings, Screen Walls and Attached Garden Wall to Marlborough House                                                          | Falmouth                         |
| 239. | Gear and Kerrow Farmhouse | St. Erth                         |
| 240. | Glanmor House | Hayle                            |
| 241. | Glynn House | Cardinham                        |
| 242. | Golden Manor | Probus                           |
| 243. | Goonvean China Clay Works – Engine House with Boiler-House and Detached Chimney                                                      | St. Stephen-in-Brannel           |
| 244. | Greystone Farmhouse | Lezant                           |
| 245. | Guard House, Boundary Wall and Attached Ancillary Buildings, Maker Heights Barracks                                                  | Maker-with-Rame                  |
| 246. | Guildhall | Helston                          |
| 247. | Guildhall | Liskeard                         |
| 248. | Gun Battery North-North West of St Michael’s Mount QV.                                                                               | St Michael’s Mount               |
| 249. | Gun Battery West of St Michael’s Mount QV.                                                                                           | St Michael’s Mount               |
| 250. | Gwennap Pit | St. Day                          |
| 251. | Halton Barton Farmhouse | St. Dominick                     |
| 252. | Harbour Piers and Quays | Mevagissey                       |
| 253. | Harbour Piers and Walls | Penzance                         |
| 254. | Harbour Wharfs and Piers Including the Two Light-Houses (One Disused)                                                                | St. Ives                         |
| 255. | Harlyn House | St. Merryn                       |
| 256. | Hatt House | Botusfleming                     |
| 257. | Helland Bridge | St. Mabyn                        |
| 258. | Hennett | St. Juliot                       |
| 259. | Heskyn Mill and Chimney | St. Germans                      |
| 260. | Heyle (Nak Centre) | Mawnan                           |
| 261. | High Hall Farmhouse | Laneast                          |
| 262. | Higher Lodge at Trematon Castle | Saltash                          |
| 263. | Higher Penrose | North Petherwin                  |
| 264. | Higher Tresmorn | St. Gennys                       |
| 265. | Hogus House | Ludgvan                          |
| 266. | Holy Well About 7 Metres South East of Rialton Manor                                                                                 | Colan                            |
| 267. | Holy Well of Saint Wendronas at SW 676285                                                                                            | Wendron                          |
| 268. | Holy Well of St Clether | St. Clether                      |
| 269. | House Adjoining Church Cottage to the West                                                                                           | Bude-Stratton                    |
| 270. | Huer’s House | Newquay                          |
| 271. | Inscribed Stone (Castle Dor Stone)                                                                                                   | Fowey                            |
| 272. | Keigwin Little Keigwin | Penzance                         |
| 273. | Kennal Vale House, including adjoining garden walls, gate piers and gates                                                            | Stithians                        |
| 274. | Kerris Manor Farmhouse Including Front Garden Walls and Rear Courtyard Walls                                                         | Paul                             |
| 275. | Kestle | Egloshayle                       |
| 276. | Kestle Barton Farmhouse and Kestle Cottage, Including Adjoining Garden Walls                                                         | Manaccan                         |
| 277. | Keveral Barton | St. Martin-by-Looe               |
| 278. | Killiow House | Kea                              |
| 279. | King Arthur’s Great Halls | Tintagel                         |
| 280. | Kitchen Garden Walls with Gate Piers About 30 Metres South West of Lanherne Carmelite Convent                                        | Mawgan-in-Pydar                  |
| 281. | Knill’s Monument, Worvas | St. Ives                         |
| 282. | Lamellen | Lamellen                         |
| 283. | Lancarffe | Helland                          |
| 284. | Lander’s Monument | Truro                            |
| 285. | Langford Hill | Marhamchurch                     |
| 286. | Lantau | Looe                             |
| 287. | Lantern Cross Approximately 7 Metres North West of Church of St Mawgan                                                               | Mawgan-in-Pydar                  |
| 288. | Lanyon Farmhouse, Including Front Garden Area Wall                                                                                   | Gwinear-Gwithian                 |
| 289. | Launcells Barton | Launcells                        |
| 290. | Launceston Town Walls | Launceston                       |
| 291. | Lavethan | Blisland                         |
| 292. | Lawn House | Mevagissey                       |
| 293. | Lawrence House and Museum and Forecourt Wall                                                                                         | Launceston                       |
| 294. | Lead Bust to South East of Prideaux Place                                                                                            | Prideaux Place                   |
| 295. | Leaze | St. Breward                      |
| 296. | Leek Seed Chapel | St. Blaise                       |
| 297. | Leigh Farmhouse | Week St. Mary                    |
| 298. | Lerryn Bridge | St. Veep                         |
| 299. | Levalsa Farmhouse | St. Ewe                          |
| 300. | Little Tregrill and Outbuildings Adjoining to South West                                                                             | Menheniot                        |
| 301. | Little Trethewey Wesleyan Chapel | St. Levan                        |
| 302. | Long Stone | St. Austell                      |
| 303. | Lower Hampt Including Attached Wall and Arch Way                                                                                     | Stokeclimsland                   |
| 304. | Lower Trekenner Farmhouse and Cottage                                                                                                | Lezant                           |
| 305. | Lower Truscott | St. Stephens By Launceston Rural |
| 306. | Lowerton House | Landrake with St. Erney          |
| 307. | Lychgate and Adjoining Churchyard Walls South of Church of St Gwendron                                                               | Wendron                          |
| 308. | Manning Chest Tomb About 17 Metres South of the Chancel of the Church of St Morwenna                                                 | Morwenstow                       |
| 309. | Manor Farm | Camelford                        |
| 310. | Manor Houses | Grampound with Creed             |
| 311. | Mansion House | Blisland                         |
| 312. | Marhayes Manor, Including Garden Area Wall Adjoining at North-East and Running Parallel to North Front                               | Week St. Mary                    |
| 313. | Market House | St. Austell                      |
| 314. | Marlborough House | Falmouth                         |
| 315. | Marsland Manor | Morwenstow                       |
| 316. | Maryfield House | Antony                           |
| 317. | Mausoleum of Sir James Tillie, Mount Ararat                                                                                          | Pillaton                         |
| 318. | Medros Farmhouse Methrose Farmhouse                                                                                                  | Luxulyan                         |
| 319. | Meledor Farmhouse | St. Stephen-in-Brannel           |
| 320. | Menabilly House | Menabilly                        |
| 321. | Menacuddle Baptistery Church | Treverbyn                        |
| 322. | Merthen | Constantine                      |
| 323. | Methodist Chapel | Gwinear-Gwithian                 |
| 324. | Methodist Chapel | St. Ervan                        |
| 325. | Methodist Church (Former Wesleyan Chapel) and Attached Vestry                                                                        | St. Just                         |
| 326. | Methodist Church and Forecourt Wall, Railings and Gateway                                                                            | Porthleven                       |
| 327. | Methodist Church including railings                                                                                                  | Penzance                         |
| 328. | Milltown House and Garden Walls to Front                                                                                             | Werrington                       |
| 329. | Moditonham House | Botusfleming                     |
| 330. | Monument to H M Grylls | Helston                          |
| 331. | MR Lanyon’s Almhouses and Walls Surrounding Garden to East                                                                           | Kea                              |
| 332. | Nance Farmhouse | Illogan                          |
| 333. | Nancealverne House | Penzance                         |
| 334. | Napheane Farmhouse | Constantine                      |
| 335. | New Hall Farmhouse | Advent                           |
| 336. | New Pattern Shop | Mylor                            |
| 337. | Newbridge | St. Ive                          |
| 338. | No 1 with Attached Forecourt Walls and Attached Garden Walls                                                                         | Helston                          |
| 339. | No 4 and Attached Forecourt Walls, Steps and Railings                                                                                | Helston                          |
| 340. | No 4 Incorporating the Judge’s Kitchen                                                                                               | Launceston                       |
| 341. | No 58 and Attached Walls | Helston                          |
| 342. | Offices | Mylor                            |
| 343. | Ogbeare Hall | North Tamerton                   |
| 344. | Old Mansion House | Truro                            |
| 345. | Open Fronted Outbuilding About 2 Metres to South East of Radford Farmhouse                                                           | Werrington                       |
| 346. | Orangery in the Italian Garden | Mount Edgcumbe                   |
| 347. | Orangery with Urn About 12 Metres to North and Busts Arranged to South, Port Eliot                                                   | Port Eliot                       |
| 348. | Outbuildings and Adjoining Walls at Approximately 30 Metres North West of Pengersick Castle                                          | Breage                           |
| 349. | Pair of Gate Piers and Gate About 125 Metres South East of Trewardreva House                                                         | Constantine                      |
| 350. | Pair of Lodges with Attached Walls at the North Entrance to Lanhydrock Park                                                          | Lanhydrock                       |
| 351. | Palace Printers the Old Palace | Lostwithiel                      |
| 352. | Panters Bridge | Warleggan                        |
| 353. | Parc Venton | Mullion                          |
| 354. | Parish Church of St Martin | Liskeard                         |
| 355. | Parish Church of St Mary | Penzance                         |
| 356. | Parkandillick Engine House | St. Dennis                       |
| 357. | Pavilion to Wearde Farmhouse | Saltash                          |
| 358. | Pelyn | Lostwithiel                      |
| 359. | Pencarrow House | Pencarrow                        |
| 360. | Penelewey Barton Farmhouse and Garden Walls to South                                                                                 | Kea                              |
| 361. | Penfound Manor | Poundstock                       |
| 362. | Pengenna | St. Kew                          |
| 363. | Pengover Manor Farmhouse | Menheniot                        |
| 364. | Penhaligon House, Princes Street Front                                                                                               | Truro                            |
| 365. | Penkivel Farmhouse at Os Ref 867 410                                                                                                 | St. Michael Penkevil             |
| 366. | Penmellyn | St. Columb Major                 |
| 367. | Pennans Farmhouse | Grampound with Creed             |
| 368. | Pennellick Farmhouse | Pelynt                           |
| 369. | Penrice | Pentewan Valley                  |
| 370. | Penrose Farmhouse adjoining garden walls, gate piers, gate and outbuildings                                                          | Sennen                           |
| 371. | Penrose Manor House | Porthleven                       |
| 372. | Pentillie Castle | Pillaton                         |
| 373. | Penwarne House | Mawnan                           |
| 374. | Pillwood House | Feock                            |
| 375. | Polgover | Morval                           |
| 376. | Polhawn Fort | Maker-with-Rame                  |
| 377. | Polruan Castle | Lanteglos                        |
| 378. | Polwheveral Bridge | Constantine                      |
| 379. | Polytechnic Hall | Falmouth                         |
| 380. | Ponsanooth Methodist Church, Including Forecourt Walls, Steps and Gate Piers                                                         | St. Gluvias                      |
| 381. | Porloe Farmhouse | Mylor                            |
| 382. | Porth-En-Alls | St. Hilary                       |
| 383. | Porth-En-Alls Lodge | St. Hilary                       |
| 384. | Porthmeor Pilchard Cellars and Studios                                                                                               | St. Ives                         |
| 385. | Princes House | Truro                            |
| 386. | Pump Engine House at Taylor’s Shaft of New East Pool Mine                                                                            | Carn Brea                        |
| 387. | Pump Engine House to Robinsons Shaft at South Crofty Mine                                                                            | Carn Brea                        |
| 388. | Radford | Werrington                       |
| 389. | Rectory Farmhouse | Morwenstow                       |
| 390. | Red Cross Stone in Pleasaunce to the East of Tonacombe Manor                                                                         | Morwenstow                       |
| 391. | Redevallen | Trevalga                         |
| 392. | Remains of Carclew House | Carclew                          |
| 393. | Remains of St Thomas Priory | Launceston                       |
| 394. | Respryn Bridge | Lanhydrock                       |
| 395. | Respryn Bridge | Lanhydrock                       |
| 396. | Rialton Manor | Colan                            |
| 397. | Roman Catholic Church of St Cuthbert Mayne, memorial and attached walls and steps                                                    | Launceston                       |
| 398. | Roman Inscribed Stone 1m South of St Piran’s                                                                                         | Tintagel                         |
| 399. | Rose in Vale Country Club | Perranzabuloe                    |
| 400. | Rosecadgehill House | Penzance                         |
| 401. | Rosehill Manor | Penzance                         |
| 402. | Rosemerryn House | Budock                           |
| 403. | Rosemorran House and Front Garden Walls                                                                                              | Madron                           |
| 404. | Rosewarne House | Camborne                         |
| 405. | Roskruge Barton Farmhouse and Rear Garden Walls                                                                                      | St. Anthony-in-Meneage           |
| 406. | Rosteague House and Stable Block | Gerrans                          |
| 407. | Round Cottage | Philleigh                        |
| 408. | Row of 3 Cottages and Wash-House Approximately 150 Metres to West of Penheale Manor                                                  | Egloskerry                       |
| 409. | Ruins of the Chapel of St Thomas Becket                                                                                              | Bodmin                           |
| 410. | Ruthern Bridge | Lanivet                          |
| 411. | Sara’s Foundry, Town Mill | Redruth                          |
| 412. | Saveock Manor Farmhouse | Kea                              |
| 413. | Sea lock, lock gates and hand winches                                                                                                | Bude-Stratton                    |
| 414. | Service Building in the Stable Yard About 10 Metres South of Lanhydrock House                                                        | Lanhydrock                       |
| 415. | Shire Hall | Bodmin                           |
| 416. | Shire House | Bodmin                           |
| 417. | Sir William Moyle’s Almshouses | St. Germans                      |
| 418. | South Entrance to Prideaux Place | Padstow                          |
| 419. | South Harbour Pier, Quay and Walls on South West Side of Harbour                                                                     | Forrabury and Minster            |
| 420. | South Pier | Penzance                         |
| 421. | South Terrace with Grotto Niche to South of Prideaux Place                                                                           | Prideaux Place                   |
| 422. | St Benet’s Abbey | Lanivet                          |
| 423. | St Breock Place | St. Breock                       |
| 424. | St Catherine’s Castle | Fowey                            |
| 425. | St Julian’s Well | Mount Edgcumbe                   |
| 426. | St Mellor’s Well | Linkinhorne                      |
| 427. | St Michael’s Church | Kea                              |
| 428. | St Pirans and Surrounding Garden Walls                                                                                               | Tintagel                         |
| 429. | Stable About 35 Metres West of Lancarffe                                                                                             | Helland                          |
| 430. | Stables Adjoining Trenethick Barton Farmhouse                                                                                        | Wendron                          |
| 431. | Stables and Coach House West South West of the Trewardreva House                                                                     | Constantine                      |
| 432. | Stables and Gate Piers, Port Eliot                                                                                                   | Port Eliot                       |
| 433. | Stamps Engine House and Attached Stamps Approx 75 Metres South-East of Count House at King Edward Mine                               | Camborne                         |
| 434. | Stanbury Manor and Garden Wall About 6 Metres South of the South Front                                                               | Morwenstow                       |
| 435. | Statue About 5 Metres West of Pentillie Castle                                                                                       | Pillaton                         |
| 436. | Stithians Methodist Church (Formerly Penmennor Methodist Church)                                                                     | Stithians                        |
| 437. | Stoke Climsland Church | Stokeclimsland                   |
| 438. | Stone Cross at SX 0785 6754 at Junction with Old Callywith Road                                                                      | Bodmin                           |
| 439. | Stone Cross at SX 088 656, Carminow                                                                                                  | Bodmin                           |
| 440. | Stone Cross in Cemetery Immediately West of Berry Tower                                                                              | Bodmin                           |
| 441. | Stone Cross in Churchyard, Immediately South of St Uny’s Church                                                                      | St. Ives                         |
| 442. | Stone Cross in Furthermost Southern Churchyard South of St Uny’s Church                                                              | St. Ives                         |
| 443. | Stone Cross in Western Cemetery(At Crossing of Paths) West of St Uny’s Church                                                        | St. Ives                         |
| 444. | Stone Cross Near Junction with Church Street                                                                                         | Helston                          |
| 445. | Stuart House | Liskeard                         |
| 446. | Summerhouse at Approximately 120 Metres North of the Downs                                                                           | The Downes                       |
| 447. | Summerhouse at Approximately 20 Metres North East of the Downs                                                                       | The Downes                       |
| 448. | Survey Office Approximately 100 Metres South of Count House at King Edward Mine                                                      | Camborne                         |
| 449. | Temple of Milton | Mount Edgcumbe                   |
| 450. | Terrace Walls at Approximately 40 Metres North of the Downs                                                                          | The Downes                       |
| 451. | Terrace Walls Immediately North of the Downs                                                                                         | The Downes                       |
| 452. | The Church of St Piran and St Michael                                                                                                | Perranuthnoe                     |
| 453. | The City Hall | Truro                            |
| 454. | The Coach House | Carclew                          |
| 455. | The Coach House, Including Courtyard Walls and Gate Piers Immediately North West of Trewinnard Manor                                 | St. Erth                         |
| 456. | The Culver House | St. Ives                         |
| 457. | The Donald Thomas Centre, with Forecourt Railings                                                                                    | Camborne                         |
| 458. | The Eagle House Hotel | Launceston                       |
| 459. | The East Round House | Veryan                           |
| 460. | The English Garden House | Mount Edgcumbe                   |
| 461. | The Fisherman’s Arms | Looe                             |
| 462. | The French Gun Battery (North West Corner)                                                                                           | St Michael’s Mount               |
| 463. | The Glebe Country House | Philleigh                        |
| 464. | The Glebe House | St. Columb Major                 |
| 465. | The Golden Guinea Restaurant | Looe                             |
| 466. | The Harbour Walls and Bollards | St Michael’s Mount               |
| 467. | The Ignioc Stone 2 Metres South of St Clement Church                                                                                 | St. Clement                      |
| 468. | The Keep Approx 50 Metres East of Golden Manor                                                                                       | Probus                           |
| 469. | The Left Round House and Adjoining Wall to West Side                                                                                 | Veryan                           |
| 470. | The Manor Office | Marazion                         |
| 471. | The Mansion House and Attached Forecourt Railings                                                                                    | Truro                            |
| 472. | The Old College, Outbuilding Adjoining Left Gable End of College, Wall Adjoining Right Front of College                              | Week St. Mary                    |
| 473. | The Old Guildhall (Now Museum) | Looe                             |
| 474. | The Old Harbour Pier and Walls | Penzance                         |
| 475. | The Old Manor House | St. Austell                      |
| 476. | The Old Manor House or Chy-An-Eglos and Stables at Rear                                                                              | Marazion                         |
| 477. | The Old Rectory | Mawgan-in-Pydar                  |
| 478. | The Old Rectory | St. Columb Major                 |
| 479. | The Old Standard | Penzance                         |
| 480. | The Old Town Hall | Falmouth                         |
| 481. | The Post Office and Dwelling House Adjoining at South, the Drangway and Part of Passage to the East                                  | Bude-Stratton                    |
| 482. | The Prospect Tower | Cotehele                         |
| 483. | The Rectory | St. Just-in-Roseland             |
| 484. | The Right Round House | Veryan                           |
| 485. | The Round House | Sennen                           |
| 486. | The Sentry Box | St Michael’s Mount               |
| 487. | The Ship Inn | Fowey                            |
| 488. | The Stables | Prideaux Place                   |
| 489. | The Storehouse, Pendennis Castle | Falmouth                         |
| 490. | The Town Hall, Museum and Attached Walls and Railings                                                                                | Penryn                           |
| 491. | The Union Hotel | Penzance                         |
| 492. | The Vicarage | Morwenstow                       |
| 493. | The Vicarage | Penzance                         |
| 494. | The White Hart Hotel | Hayle                            |
| 495. | Threshing Barn and Horse Engine House 12 Metres to East of Radford Farmhouse                                                         | Werrington                       |
| 496. | Threshing Barn on North Side of Yard at Trebartha Barton                                                                             | North Hill                       |
| 497. | Timber-Cutting Building and Office APPROX.20 Metres South of Count House at King Edward Mine                                         | Camborne                         |
| 498. | Tor House and Terrace Walls and Piers                                                                                                | Torpoint                         |
| 499. | Tower About 15 Metres West of St Benet’s Abbey                                                                                       | Lanivet                          |
| 500. | Tower of Former Church of Saint Kea                                                                                                  | Kea                              |
| 501. | Tower of Former Church of St Illogan                                                                                                 | Illogan                          |
| 502. | Town Hall | St. Columb Major                 |
| 503. | Town Lodge | Port Eliot                       |
| 504. | Trebarfoote Manor Including Barn Adjoining at North East                                                                             | Poundstock                       |
| 505. | Trebartha Barton and Service Range to East                                                                                           | North Hill                       |
| 506. | Trebrea Lodge and Flanking Pavilions                                                                                                 | Tintagel                         |
| 507. | Tredown Farmhouse | South Petherwin                  |
| 508. | Tredrea Manor Farmhouse Including Garden Wall and Railings at Front                                                                  | St. Erth                         |
| 509. | Treduan Farmhouse | St. Germans                      |
| 510. | Treffry Farmhouse | Lanhydrock                       |
| 511. | Tregaminion Church | Menabilly                        |
| 512. | Tregarden | St. Mabyn                        |
| 513. | Tregembo Farmhouse | St. Hilary                       |
| 514. | Tregithew Farmhouse | Manaccan                         |
| 515. | Treglith Farmhouse | Treneglos                        |
| 516. | Tregrehan House and Attached Steps and Parterre Walls with Urns                                                                      | Tregrehan                        |
| 517. | Treguddick | South Petherwin                  |
| 518. | Tregunnick Farmhouse | Deviock                          |
| 519. | Trekelland Bridge | Lewannick                        |
| 520. | Trelawne House | Pelynt                           |
| 521. | Trelissick House and Walls Surrounding                                                                                               | Trelissick                       |
| 522. | Trelissick Manor House, Farmhouse and Cottage, Including Front and Rear Garden Wall, Summer House, Gate Piers and Gate               | St. Erth                         |
| 523. | Treludick | Egloskerry                       |
| 524. | Trenearne | Padstow                          |
| 525. | Treneere Manor | Penzance                         |
| 526. | Trereife Manor | Penzance                         |
| 527. | Trerithick and Garden Walls to Front                                                                                                 | Altarnun                         |
| 528. | Treslea Cross | Cardinham                        |
| 529. | Tresungers | St. Endellion                    |
| 530. | Tretawn | St. Kew                          |
| 531. | Tretheague House Including Ice House, Well, Closet and Walled Garden at Rear                                                         | Stithians                        |
| 532. | Trethennal Manor Farmhouse Adjoining Wall, Gate Piers and Mounting Block                                                             | Veryan                           |
| 533. | Trethevy Farmhouse | St. Cleer                        |
| 534. | Trethin | Advent                           |
| 535. | Trevego | St. Winnow                       |
| 536. | Trevelloe House | Paul                             |
| 537. | Trevelver and Arch Reset in Wall on North East                                                                                       | St. Minver Highlands             |
| 538. | Treveor Farmhouse with Attached Front Wall and Gateway                                                                               | St. Stephen-in-Brannel           |
| 539. | Treverbyn Bridge | St. Cleer                        |
| 540. | Treverbyn Vean | St. Neot                         |
| 541. | Treverran | Tywardreath and Par              |
| 542. | Treviades Barton Including Garden Area Walls Adjoining South                                                                         | Constantine                      |
| 543. | Trevider Farmhouse Including Front Garden Walls                                                                                      | St. Buryan                       |
| 544. | Trevithick’s Cottage | Camborne                         |
| 545. | Trevoyan Farmhouse | St. Merryn                       |
| 546. | Trewan Hall with Attached Garden Walls                                                                                               | St. Columb Major                 |
| 547. | Trewane | St. Kew                          |
| 548. | Trewardale | Blisland                         |
| 549. | Trewardreva House | Constantine                      |
| 550. | Trewince House | Gerrans                          |
| 551. | Trewinnard Manor Farmhouse, Including Garden Walls and Gate Piers Adjoining to North                                                 | St. Erth                         |
| 552. | Trewitten | Trevalga                         |
| 553. | Trewornan Including Wall to Rear of Courtyard                                                                                        | St. Minver Highlands             |
| 554. | Trinity Methodist Chapel | Penzance                         |
| 555. | Triumphal Arch at Higher Lodge | Mount Edgcumbe                   |
| 556. | Truro Crown Courts | Truro                            |
| 557. | Truthall | Sithney                          |
| 558. | Tudor Block House | Mount Edgcumbe                   |
| 559. | Tullimaar | Perranarworthal                  |
| 560. | Unidentified Monument in the Churchyard About One Metre South of South Aisle of Church of St Nivet                                   | Lanivet                          |
| 561. | Viaduct About 180 Metres North East of Woolston Farmhouse                                                                            | Poundstock                       |
| 562. | Viaduct Including Adjacent Piers to Earlier Viaduct                                                                                  | Liskeard                         |
| 563. | Viaduct Including Adjacent Piers to Earlier Viaduct                                                                                  | Dobwalls and Trewidland          |
| 564. | Vogue Beloth Methodist Church with Forecourt Walls and Railings                                                                      | Illogan                          |
| 565. | Wadebridge Bridge | Wadebridge                       |
| 566. | Walled Garden and Pavilions to West of Gatehouse and Penheale Manor                                                                  | Penheale Manor                   |
| 567. | Walls and Gates Enclosing the Garden to East and North of Lanhydrock House                                                           | Lanhydrock                       |
| 568. | Walls at Place House | Fowey                            |
| 569. | Warehouse | Mylor                            |
| 570. | Wayside Cross circa 27m south of Great Fursenewth                                                                                    | St. Cleer                        |
| 571. | Well House About 4 Metres East of the Old College                                                                                    | Week St. Mary                    |
| 572. | Well of St Guron, Approximately 1 Metre West of West End of Church of St Petroc                                                      | Bodmin                           |
| 573. | Welltown Manor | Forrabury and Minster            |
| 574. | Wesleyan Chapel | Wendron                          |
| 575. | Wesleyan Chapel and Attached Schoolrooms                                                                                             | Cornwall                         |
| 576. | West Penwith Rdc Offices Including Railings                                                                                          | Penzance                         |
| 577. | Westcott | Linkinhorne                      |
| 578. | Westnorth Manor and Well House 1M to East                                                                                            | Duloe                            |
| 579. | Wetherham | St. Tudy                         |
| 580. | Wheal Busy Chapel, Attached Walls, Gate-Piers and Railings                                                                           | Chacewater                       |
| 581. | Winding Engine House at South-East Corner of King Edward Mine                                                                        | Camborne                         |
| 582. | Winnacott Farmhouse and Garden Wall to Front                                                                                         | North Petherwin                  |
| 583. | World War II Tunnels at Porthcurno Telegraph Station                                                                                 | St. Levan                        |
| 584. | Worthyvale Manor and Garden Wall to Front                                                                                            | Forrabury and Minster            |
| 585. | Ye Old Cottage Ye Olde Cottage | Looe                             |